# Новотельнов, Николай Александрович
Николай Александрович Новотельнов (1 (14) декабря 1911, Санкт-Петербург — 30 декабря 2006, там же) — советский шахматист, международный мастер (1951).
По образованию экономист. Большую часть жизни жил в Ленинграде — Санкт-Петербурге (работал шахматным тренером), но несколько лет провёл в Грозном, где был депутатом горсовета, руководил шахматной организацией и выпустил сборник стихов.

## Шахматная карьера
Участник 19-го чемпионата СССР (1951) в г. Москве, имевшего статус зонального турнира ФИДЕ. Занял 17 место из 18; победил В. В. Смыслова и С. М. Флора, сыграл вничью с И. О. Липницким и Е. М. Терпуговым.
В составе сборной РСФСР победитель 2-го чемпионата СССР между командами союзных республик (1951) в г. Тбилиси, играл на 3-й доске.
В составе клуба «Спартак» серебряный призёр 1-го командного кубка СССР (1952) в Одессе; выступал на 4-й доске и выиграл серебряную медаль в индивидуальном зачёте.

## Основные спортивные результаты
| Год  | Город     | Турнир                    | Результат | Место |
| ---- | --------- | ------------------------- | --------- | ----- |
| 1940 | Ленинград | 15-й чемпионат Ленинграда | 8 из 16   | 9—12  |
| 1947 | Москва    | Мемориал Чигорина         | 9 из 15   | 6—7   |
|      |           | 7-й чемпионат РСФСР       | 11½ из 13 | 1     |
| 1948 |           | 8-й чемпионат РСФСР       | 9 из 15   | 4     |
| 1950 |           | 10-й чемпионат РСФСР      | 7½ из 11  | 2—4   |
| 1951 |           | 11-й чемпионат РСФСР      | 6½ из 13  | 5—7   |
|      | Москва    | 19-й чемпионат СССР       | 3 из 17   | 17    |
| 1952 |           | 12-й чемпионат РСФСР      | 7 из 13   | 5—7   |
| 1956 |           | 16-й чемпионат РСФСР      | 10 из 15  | 5—9   |
| 1961 | Ленинград | 34-й чемпионат Ленинграда | 7½ из 18  | 13—14 |
| 1962 | Ленинград | 35-й чемпионат Ленинграда | 6 из 13   | 9—10  |
| 1966 | Ленинград | 39-й чемпионат Ленинграда | 6½ из 13  | 7—8   |

## Книги
- На горной тропе : Сборник стихов. Грозный : Чечено-Ингуш. кн. изд-во, 1958. 68 с.
- Знакомьтесь: шахматы. Ленинград : Лениздат, 1976. 256 с.
- Знакомьтесь: шахматы. 2-е изд., перераб., доп. Москва : Физкультура и спорт, 1981. 256 с.